# Stor-Elvdal
Stor-Elvdal ist eine Kommune im norwegischen Fylke Innlandet. Die Kommune liegt an der Glomma und hat 2250 Einwohner (Stand: 1. Januar 2025). Verwaltungssitz ist die Ortschaft Koppang.

## Geografie

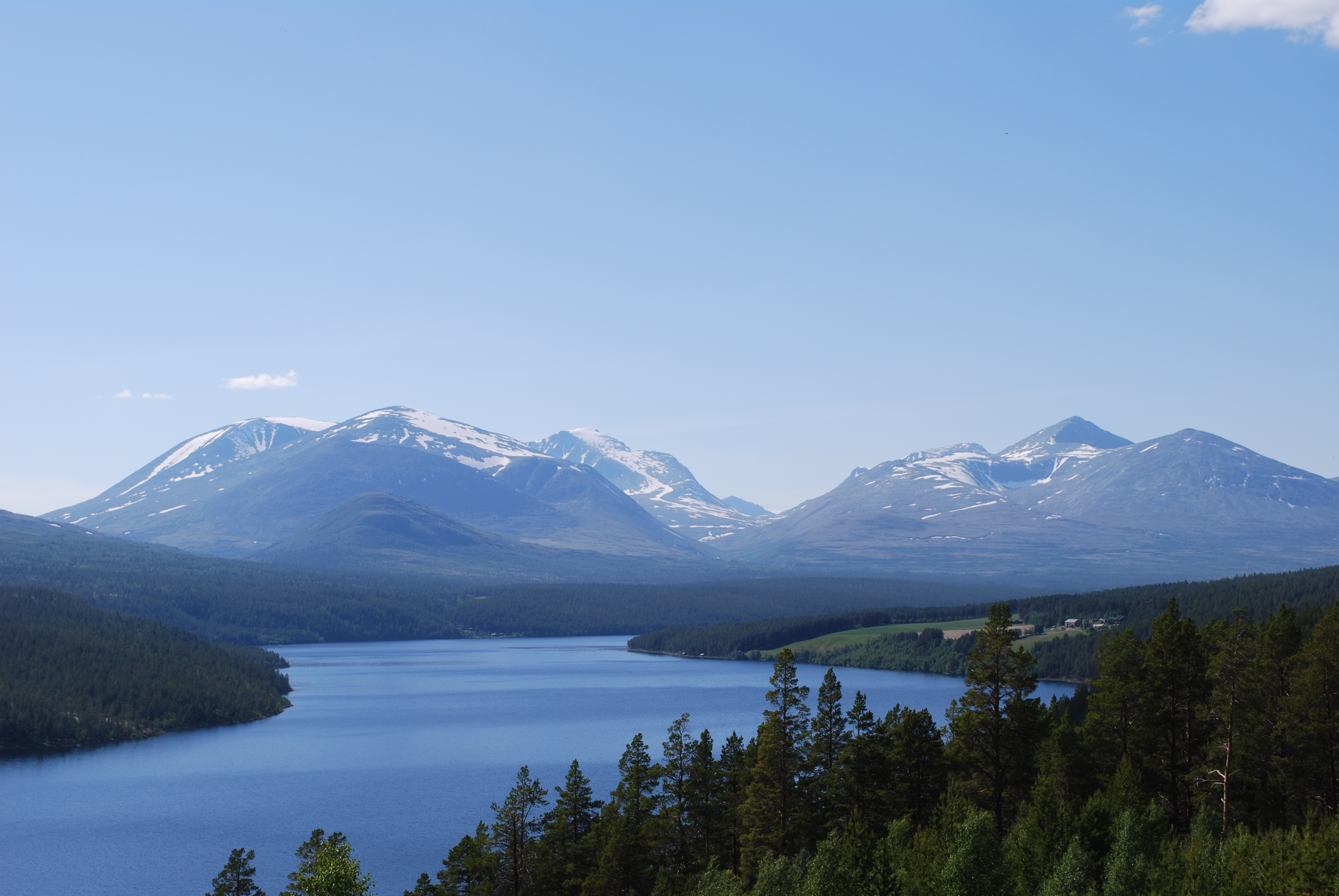
Der Atnsjøen

Stor-Elvdal ist eine Kommune, die in der ostnorwegischen Landschaft Østerdalen liegt. Die Kommune grenzt im Norden an Alvdal, im Osten an Rendalen, im Südosten an Åmot, im Südwesten an Ringsaker, im Westen an Øyer und Ringebu sowie im Nordwesten an Sør-Fron und Folldal. Das Tal Østerdalen, durch das Norwegens längster Fluss – die Glomma – fließt, macht den östlichen Teil der Kommune aus. Die Glomma fällt innerhalb von Stor-Elvdal von rund 350 auf 220 moh. ab. Etwa auf Höhe der Ortschaft Koppang befinden sich mehrere Sandinseln in der Glomma. Im Nordwesten der Kommune bildet das Atndalen mit dem Fluss Atna das zentrale Tal. Dort liegt auch der See Atnsjøen, der von der Atna durchflossen wird. Die Atna mündet an der Nordgrenze der Kommune in die Glomma. Die Gesamtfläche der Kommune beträgt 2.165,77 km², wobei Binnengewässer zusammen 38,77 km² ausmachen.
In den Süden der Kommune reichen Moorgebiete hinein. Die höchsten Berge der Kommune liegen im Nordwesten, das Teil des Gebirges Rondane ist. Die Erhebung Gravskardhøgda an der Nordwestgrenze stellt mit einer Höhe von 1766,57 moh. den höchsten Punkt der Kommune Stor-Elvdal dar. Südlich des Atnsjøens geht ein kleiner Teil der Kommune Stor-Elvdal in den Rondane-Nationalpark (Rondane nasjonalpark) ein.

## Einwohner
Die meisten Einwohner der Kommune leben entlang der Glomma, insbesondere im Ort Koppang und südlich davon. Die Zahl der Einwohner ist stark rückläufig. In den zehn Jahren von 2013 bis 2022 lag der Rückgang bei 12,2 %, was den höchsten Wert im gesamten Fylke Innlandet darstellte. Koppang ist der einzige sogenannte Tettsted, also die einzige Ansiedlung, die für statistische Zwecke als eine städtische Siedlung gewertet wird. Zum 1. Januar 2024 lebten dort 1006 Einwohner.
Die Einwohner der Kommune werden Storelvdøl genannt. Offizielle Schriftsprache ist wie in vielen Kommunen in Innlandet Bokmål, die weiter verbreitete der beiden norwegischen Sprachformen.
| Jahr          | 1986 | 1990 | 1995 | 2000 | 2005 | 2010 | 2015 | 2020 | 2025 |
| ------------- | ---- | ---- | ---- | ---- | ---- | ---- | ---- | ---- | ---- |
| Einwohnerzahl | 3496 | 3371 | 3203 | 3012 | 2832 | 2679 | 2619 | 2419 | 2250 |

## Geschichte

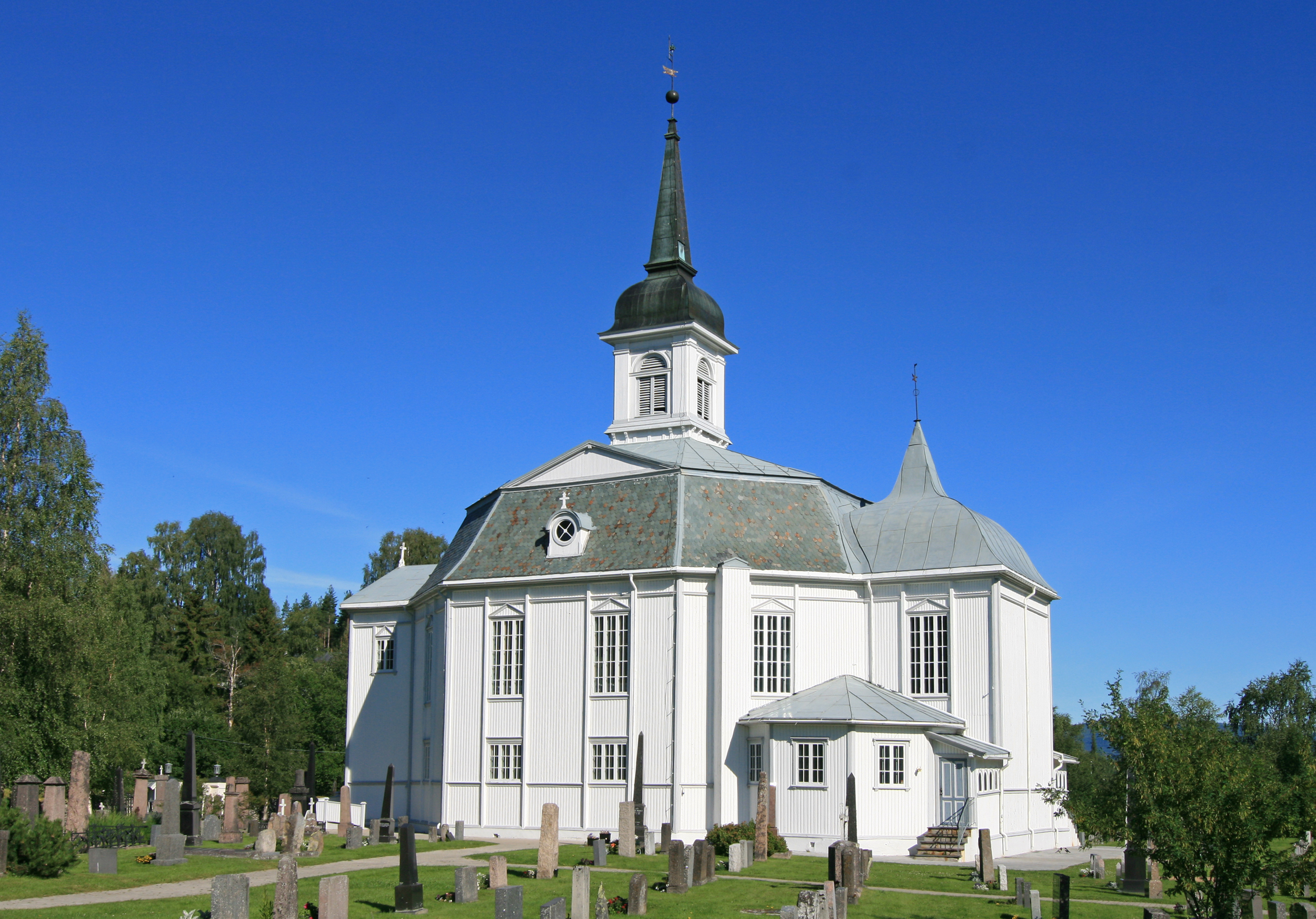
Stor-Elvdal kirke

Das heutige Koppang hat seinen Ursprung auf Koppangsjordet, einer heutigen Insel in der Glomma. Der Ort wurde im 18. Jahrhundert umgezogen, da er zu vielen Überschwemmungen ausgesetzt war. Auf Koppangsjordet wurde im Jahr 1922 eine katholische Kirche ausgegraben.
Die Kommune Stor-Elvdal wurde gegründet, als im Jahr 1837 die lokale Selbstverwaltung eingeführt wurde. Zum 1. Januar 1965 wurde Sollia eingemeindet. Sollia war im Jahr 1864 aus Ringebu mit 386 Einwohnern abgespalten worden und hatte zuletzt 356 Einwohner. Stor-Elvdal hatte vor der Eingemeindung 3808 Einwohner. Bis zum 31. Dezember 2019 gehörte Stor-Elvdal dem damaligen Fylke Hedmark an. Dieses ging im Zuge der Regionalreform in Norwegen in das zum 1. Januar 2020 neu geschaffene Fylke Innlandet über.
In der Kommune stehen mehrere Kirchen. Aus dem Jahr 1738 stammt die Sollia kirke. Die in Holz erbaute Kirche wurde von den ersten vier Familien erbaut, die sich rund 50 Jahr davor in Sollia niedergelassen hatten. Die Stor-Elvdal kirke ist eine Holzkirche aus dem Jahr 1821. Das Gebäude hat einen achteckigen Grundriss. Im Jahr 1863 fertiggestellt wurde die Strand kirke, bei der es sich ebenfalls um eine Holzkirche handelt. Weitere Kirchen in der Kommune sind die Atneosen kirke und die Evenstad kirke.

## Wirtschaft und Infrastruktur

### Verkehr

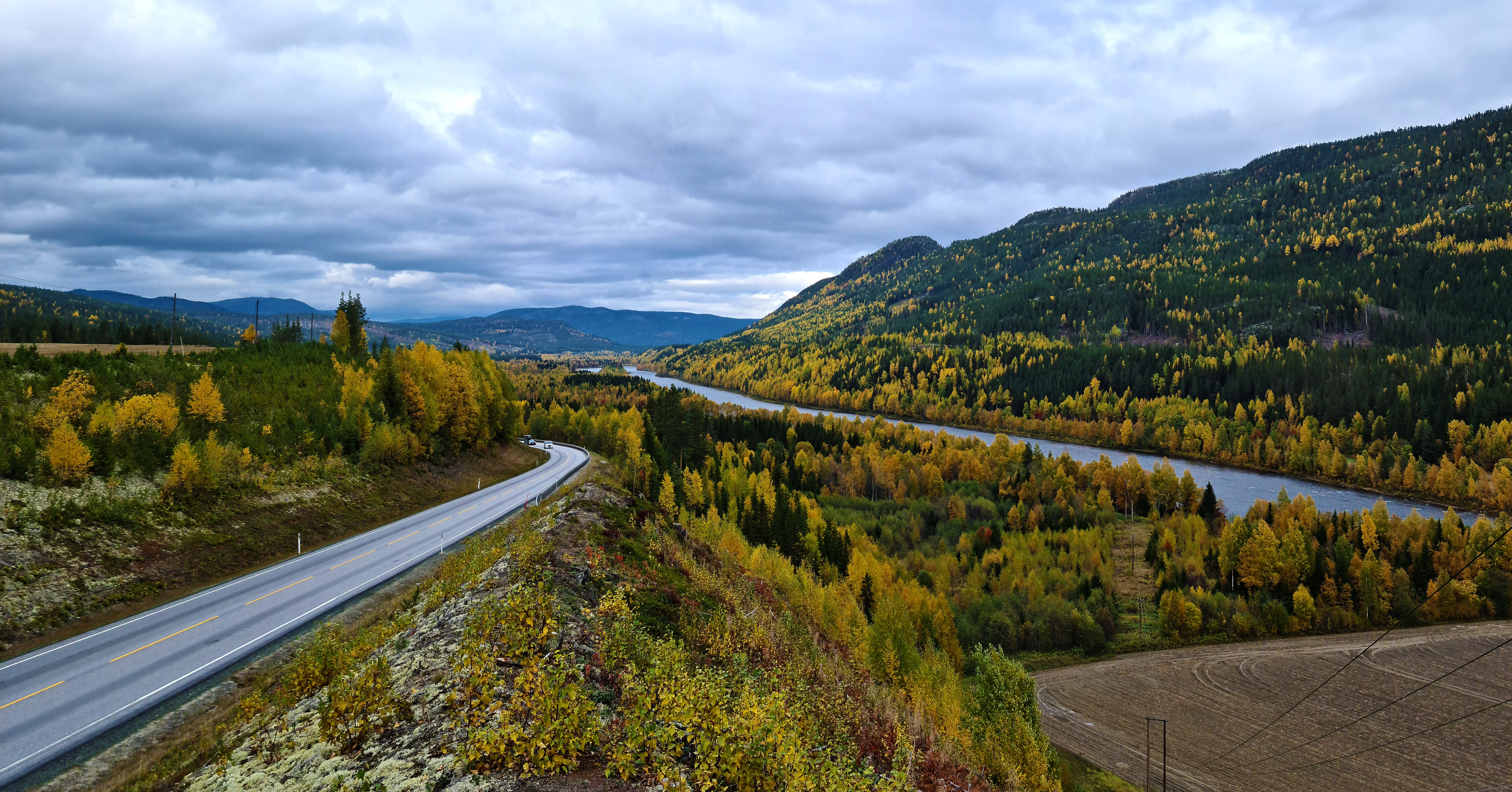
Riksvei 3 und Glomma in Stor-Elvdal

Entlang der Glomma führten der Riksvei 3 sowie die Bahnlinie Rørosbanen durch Stor-Elvdal. Vom Riksvei 3 zweigt im Norden der Kommune der Fylkesvei 219 in das Atndalen ab. Von Koppang aus führt der Fylkesvei 30 in die östliche Nachbarkommune Rendalen. Die Rørosbanen hat mehrere Haltepunkte in Stor-Elvdal. Der Bahnhof in Koppang wurde im Jahr 1875 eröffnet und ist rund 250 Schienenkilometer vom Osloer Hauptbahnhof Oslo S entfernt.

### Wirtschaft
In der Landwirtschaft ist die Milchproduktion sowie der Anbau von Gerste typisch. Von größerer Bedeutung ist zudem die Forstwirtschaft, die die Grundlage für viele der Industriearbeitsplätze in der Kommune bildet. Insbesondere im Rondane-Gebirge im Nordwesten der Kommune befinden sich viele Hytten und Hotels, die der Kommune Einnahmen aus dem Tourismus bringen. Die Glomma ist in Stor-Elvdal nicht für die Wasserkraft ausgebaut. Das größte Wasserkraftwerk ist das im Jahr 2017 in Betrieb genommene Kraftwerk Søkkunda, das eine mittlere Jahresproduktion von rund 28 GWh aufweist. Im Jahr 2021 arbeiteten von rund 1010 Arbeitstätigen etwa 760 in Stor-Elvdal selbst. Die restlichen Arbeitnehmer pendelten in umliegende Kommunen wie Åmot, Rendalen und Elverum.

## Name und Wappen
Das seit 1988 offizielle Wappen der Kommune zeigt zwei silberne Holzsägen auf grünem Hintergrund. Das Wappen soll die Forstwirtschaft symbolisieren. Der Gemeindename setzt sich aus Stor- (deutsch Groß-), elv (deutsch Fluss) und -dal (deutsch -tal) zusammen. Der Name leitet sich vom altnordischen Elfardalr ab und bezieht sich auf das Tal entlang der Glomma. Die Vorsilbe Stor- wurde zur Unterscheidung vom Ort Alvdal gewählt, der vor seiner Umbenennung im Schriftverkehr Lilleelvdalen genannt wurde.